# Amazona oratrix
Амазо́н жовтоголовий (Amazona oratrix) — птах родини папугових, інколи розглядають як підвид амазона тринідадського (Amazona ochrocephala).

## Зовнішній вигляд
Довжина тіла 41 см. Оперення зелене, шия і голова жовті. На спині, грудях і шиї є облямівка темно-зеленого кольору. Іноді зустрічаються папуги, що мають по всьому оперенню вкраплення жовтих перинок. Молодий папужка буває тільки зеленого забарвлення, але на чолі у нього є маленька цятка.

## Розповсюдження
Живе в Мексиці й Гондурасі.

## Спосіб життя
Живуть парами або маленькими групами в деревах, сельвах або відкритих місцевостях. Живляться плодами, зернами, волоськими горіхами й квітками дерев і чагарників.

## Розмноження
Самка відкладає до 2 яєць і насиджує їх протягом 3 тижнів, приблизно через 2,5 місяця пташенята вилітають із гнізда.